# Nachal Zanoach
Nachal Zanoach (hebrejsky: נחל זנוח) je vádí v Izraeli, v Judských horách v Jeruzalémském koridoru.
Začíná v nadmořské výšce přes 600 metrů poblíž vesnice Mata. Směřuje pak k západu zahloubeným údolím se zalesněnými svahy. Pak se poblíž čtvrti města Bejt Šemeš nazvané Ramat Bejt Šemeš stáčí k severu. Zde přijímá zprava vádí Nachal Azen , Nachal ha-Me'ara a Nachal Dolev, přičemž míjí vesnici Zanoach. Na severovýchodním okraji města Bejt Šemeš poblíž vesnice Machseja pak ústí do potoka Sorek. Část horního toku Nachal Zanoach je turisticky využívána a prochází tudy i takzvaná Izraelská stezka.